# Wolfgang Ecke
Wolfgang Ecke (* 24. November 1927 in Radebeul; † 24. Oktober 1983 in Murnau am Staffelsee) war ein deutscher Schriftsteller. Er wurde bekannt durch seine Hörspiele und Bücher, hauptsächlich Krimis für Kinder und Jugendliche.

## Leben und Wirken
Im Jahr 1940 kam Ecke auf ein militärisches Internat in Bückeburg und wurde vermutlich kurz vor Kriegsende noch zum Kriegsdienst eingezogen. Nach 1945 besuchte er die Hochschule für Musik und Theater in Dresden. Da er aber ein kein „Arbeiter-und-Bauernkind“ war, wurde er von der Hochschule in Dresden bereits nach zwei Semestern relegiert. Ecke übersiedelte anschließend nach Westdeutschland. Fortan betätigte er sich in verschiedenen Arbeitsfeldern, u. a. als Dolmetscher, Matrose, Schmuggler, Kellner, Schlagzeuger und Arrangeur, Behördenangestellter, Werbemanager sowie als Reporter.
Im Jahr 1955 verfasste Ecke sein erstes Hörspiel, dem hunderte weitere folgten. Ab 1964 veröffentlichte er seine Kriminalgeschichten auch in Büchern.
Wolfgang Ecke starb 1983 in der Unfallklinik Murnau an den Folgen eines Autounfalls, den er beim Versuch, mit seinem Fahrzeug einer Kuh auszuweichen, verursacht hatte.
Er hat über 600 Hörspiele geschrieben, von denen unzählige, ebenso wie ein Großteil seiner Bücher, in viele Sprachen übersetzt wurden. Er war ständiger Mitarbeiter bei Radiosendern im In- und Ausland, schrieb für Jugendzeitschriften und produzierte Schallplatten.

## Werke
Wolfgang Eckes Werke für Kinder und Jugendliche zeichnen sich durch Rätsel und ein realistisches Ambiente aus. Zu Eckes beliebtesten Figuren gehören der Londoner Warenhausdetektiv Perry Clifton, der in neun Büchern seine gemeinsamen Abenteuer mit dem Nachbarssohn Dicki Miller besteht, und der schwergewichtige, buttermilchtrinkende Meisterdetektiv Balduin Pfiff.
Beginnend mit der Serie Wer knackt die Nuss schrieb Ecke auch Krimis, an deren Ende die jugendlichen Leser den Täter selbst erraten müssen. Fortgesetzt wurde dieses Konzept unter dem Namen Club der Detektive, dessen Fälle durch logische Kombination oder zuweilen durch einen einzigen Hinweis auf einem Bild, das zu der entsprechenden Geschichte gehörte, zu lösen ist.
Insgesamt kam es ihm nicht auf die brutale Kriminalität, sondern vielmehr auf denksportliche und unblutige Geschichten an. 

### Bücher

#### Einzelgeschichten
- 1964 Der Mann mit dem roten Zylinder, Loewes Verlag OA (RAV 251)
- 1965 Die Jagd nach dem gelben Krokodil, Loewes Verlag OA (RAV 292)
- 1966 Wer knackt die Nuss I (6 Rätselhörspiele) (RAV 96) OA
- 1966 Wer knackt die Nuß I (Ratekrimis) (RAV 86)
- 1966 Flucht (Roman) Herold Verlag OA
- 1968 Wer knackt die Nuss II (6 Ratekrimi-Hörspiele) (RAV 131)
- 1969 Notlandung auf Takanawe (neu 1975 als RAV 342)
- 1969 Notlandung auf Takanawe und fünf weitere Geschichten

- 1971 Kriminalgeschichten

- 1975 Wer knackt die Nuss III (Ratekrimis) (RAV 336)
- 1975 Kichergeschichten (RAV 337)
- 1976 (Hrsg.) Wolfgang Eckes Kriminalmagazin Nr. 1 (RAV 348)
- 1976 (Hrsg.) Wolfgang Eckes Kriminalmagazin Nr. 2 (RAV 387)
- 1977 (Hrsg.) Wolfgang Eckes Kriminalmagazin Nr. 3 (RAV 425)
- 1977 Hände hoch, oder ich lache
- 1978 Das große Wolfgang Ecke Buch (Sammelband) (Loewes)
- 1978 (Hrsg.) Wolfgang Eckes Kriminalmagazin Nr. 4 (RAV 480)
- 1979 Kriminalistisches Schmunzelkabinett (RAV 500)

- 1980 Hände hoch oder ich lache (RAV 640) (Kompilation)
- 1981 Wolfgang Eckes Kriminalmagazin Nr. 5 (RAV 704)
- 1981 Gauner, Tricks und Detektive. Fall für Fall ein Fall zum Lesen
- 1982 Die verzauberte Gans
- 1982 Sanfte Landung mit Knall
- 1982 Juwelen, Bluff und graue Löckchen
- 1983 Lange Finger flinke Beine (RAV 888)
- 1984 Geister, Spuk und Nachtgespenster
- 1987 Gauner, Gangster, Geistesblitze (Kompilation) Ravensburger
- Achtung Klappe. Die Leiden des Meisterdetektivs als er ein Filmstar wurde
- Das Geheimnis der dreizehn Diamanten
- Der Club der Superhirne
- Treibjagd
- Die Nacht der blauen Kapuzen

#### Buchserien
- Club der Detektive („Das Geheimnis der alten Dschunke“, „Das Gesicht an der Scheibe“ und weitere Bücher mit Rätselkrimis für Kinder und Jugendliche)
- Meisterdetektiv Balduin Pfiff
- Perry Clifton
- Tom Knall und die Libelle

### Fernsehen
- Wer knackt die Nuss (achtteilige Serie)
- Aufgepasst, mitgemacht (achtteilige Serie)

### Theater
- 1968 Das Geheimnis der weißen Raben
- 1974 Das Geheimnis der alten Dschunke
- 1974 Das Gesicht an der Scheibe
- 1976 Das unheimliche Haus von Hackston
- 1976 Der silberne Buddha
- 1976 Die Insel der blauen Kapuzen
- 1976 Der Mann mit dem roten Zylinder
- 1976 Tom Knall und die Libelle 1
- 1977 Tom Knall und die Libelle 2
- Balduin Pfiff 1
- Balduin Pfiff 2

## Auszeichnungen
Für über fünf Millionen verkaufter Taschenbücher erhielt Wolfgang Ecke insgesamt 5 "Goldene Taschenbücher" des Ravensburger Buchverlages.